# Krzysztof Niemirowicz-Szczytt (zm. 1790)
Krzysztof Niemirowicz-Szczytt (Krzysztof Szczytt-Niemirowicz / Krzysztof Szczytt) herbu Jastrzębiec (zm. 1790) – szambelan JKM (od 1762), starosta witagolski (od 1775), deputat na Trybunał Litewski (1777/8), sędzia asesorii lit. (1780–1782)
Kawaler Orderu Św. Stanisława.
Syn Jana Krzysztofa (Jana Antoniego) Niemirowicza-Szczytta, pana na Kożangródku, i Ludwiki z Paców, córki kasztelana połockiego Michała Kazimierza Paca i Katarzyny z Karasiów. Wnuk kasztelana smoleńskiego Krzysztofa Benedykta Niemirowicza-Szczytta i jego trzeciej żony Anny Kieżgajło-Zawiszanki I v. Czerniewskiej II v. hr. Tarnowskiej. Bratanek kasztelana mścisławskiego Józefa Niemirowicza-Szczytta i brat kasztelana brzeskolitewskiego Józefa Niemirowicza-Szczytta.
Dziedzic rozległych dóbr kożangródzkich, obejmujących miasto Kożangródek i wsie: Rokitna, Cna, Jazwinki, Wiazyn, Dworzec, Boronica (Brodnica), Wole, Drepska Dolina, Bostyń, Wełuta, Korniż i prawdopodobnie folwark Nowosiółki. W Kożangródku w poł. XVIII w. Niemirowiczowie-Szczyttowie wznieśli barokowy pałac (zniszczony w pożarze w poł. XIX w. za czasów jego wnuka Krzysztofa Niemirowicza-Szczytta) i trzy świątynie w swoich dobrach (fundacji Jana i Ludwiki Niemirowiczów-Szczyttów): Cerkiew Piatnicką w Bostyniu (1750), Św. Trójcy w Wiczynie (1756) i w Jazwinkach (1759). Dziedzic po matce, Ludwice Pacównie, Żemłosławia.
1 marca 1767 w Prenach Krzysztof poślubił Józefę hr. Butler (ok. 1749 - po 1802) - córkę starosty witagolskiego Józefa hr. Butlera i Teresy z Urbańskich II voto za Józefem Benedyktem Fredro i III v. za Józefem bar. Bobowskim. 
W 1773 w wyniku podziału majątku hrabiów Buttlerów Krzysztof Niemirowicz-Szczytt został właścicielem dóbr Abramów (ze wsiami: Wólką Abramowską, Teodorówką, Jędrzejówką, Hosznią Abram. i Majdanem Abram.) na lubelszczyźnie. 
Krzysztof i Józefa z Butlerów Niemirowiczowie-Szczyttowie mieli troje dzieci:
- Ludwikę (30 maja 1769 - 2 stycznia 1802[11]) I v. za Ludwikiem Oskierką h. Murdelio II v. za Filipem Nereuszem Olizarem-Wołczkiewiczem (matkę Narcyza i Gustawa Olizarów, babkę Aleksandra Narcyza Przeździeckiego)

- Annę (zm. 1840[12] lub 1841[13]) za Michałem Despot-Zenowiczem, marszałkiem guberni mińskiej i marszałkiem borysowskim (matkę poety i tłumacza Puszkina Ignacego Despot-Zenowicza, a babkę Leona Despot-Zenowicza, sekretarza gabinetowego cesarza Napoleona III[14])
- Józefa (ok. 1769[5] - przed 1833[6]) I v. z Teresą Sielawianką, córką Józefa Sielawy i Marianny z Reytanów I voto Rdułtowskiej (siostry Tadeusza Reytana)[15][16] II v. z Teklą ks. Drucką-Lubecką z Łunina, córką Franciszka i Genowefy z Olizarów-Wołczkiewiczów, siostrą ministra Franciszka Ksawerego Druckiego Lubeckiego.